# رأس طرخان
رأس طرخان كان جنرالاً خزرياً في منتصف القرن الثامن (طرخان هو رتبة عسكرية وفي بعض الحالات اسم شخصي)، قاد غزو الأراضي العباسية في أرمينيا وألبانيا القوقازية وشمال غرب بلاد فارس. وفقًا لزكي وليدي طوقان وبيتر بنيامين عولدن، فإن رأس طرخان جاء من عشيرة تسمى خاتيرلتبر.